# Anemone montana
Anemone montana là một loài thực vật có hoa trong họ Mao lương. Loài này được Hopp mô tả khoa học đầu tiên năm 1817.

## Hình ảnh

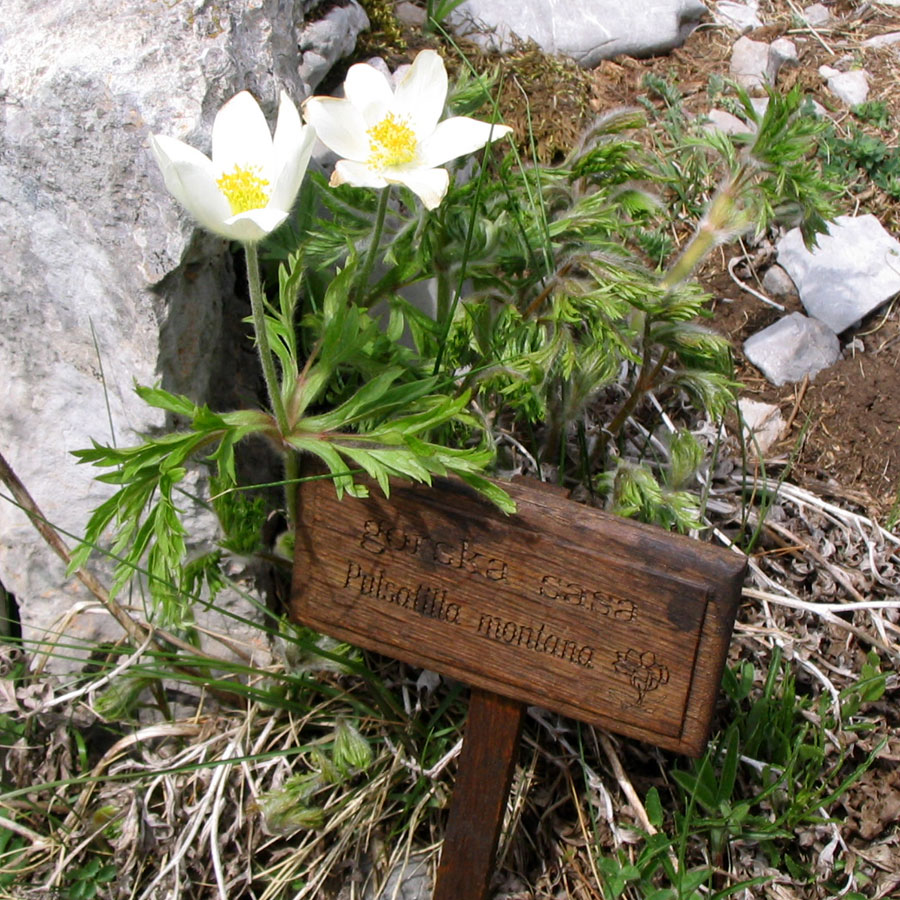
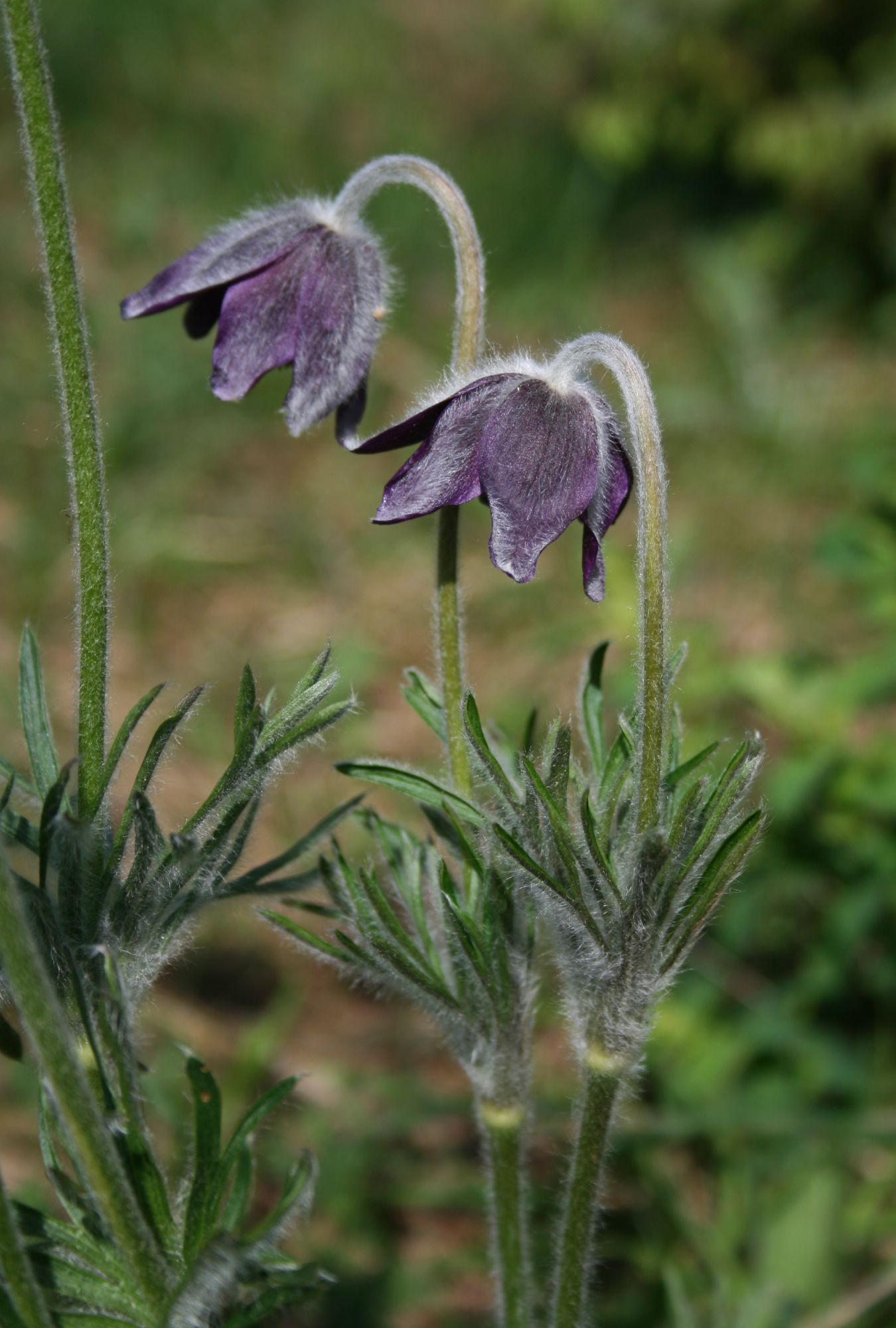
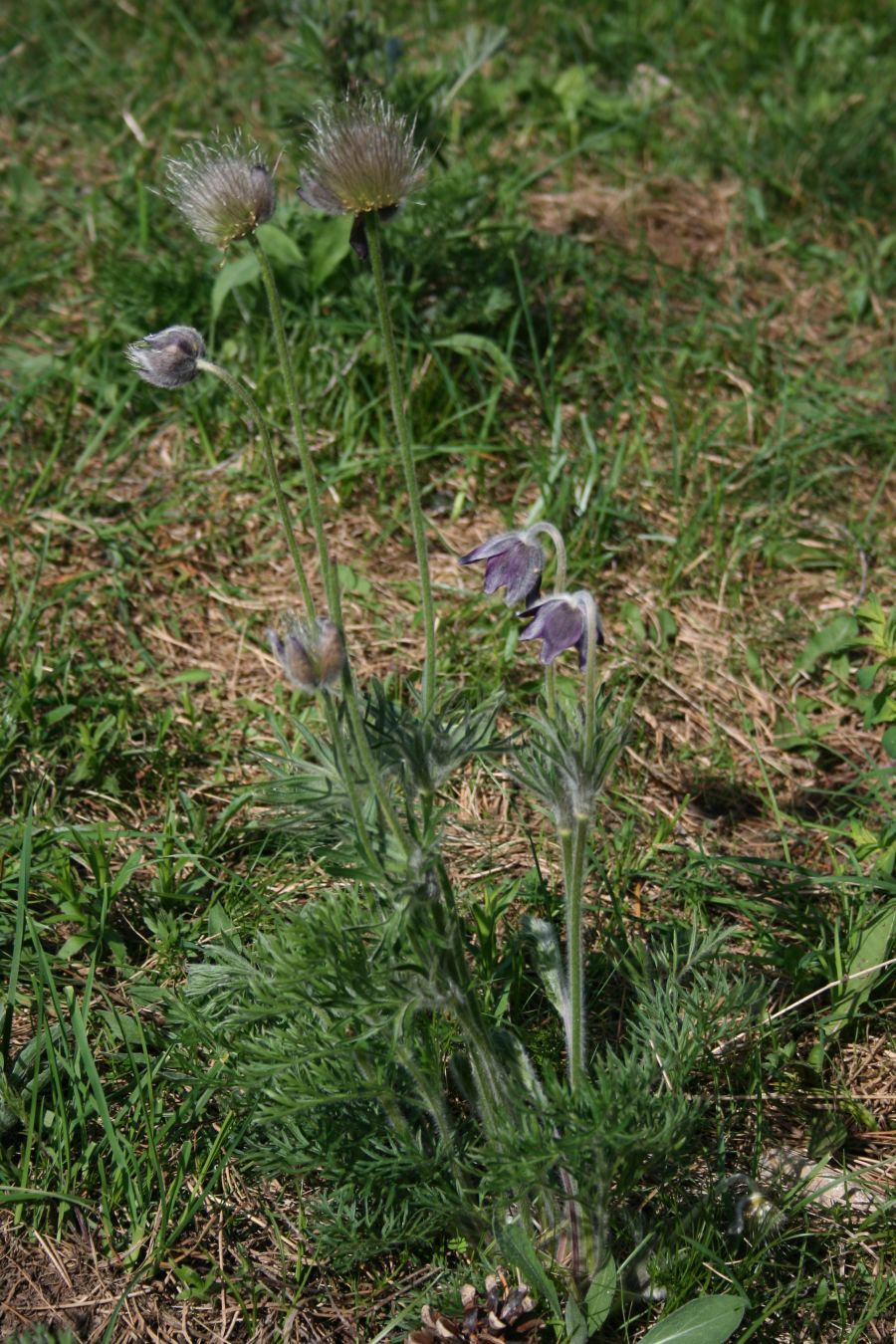
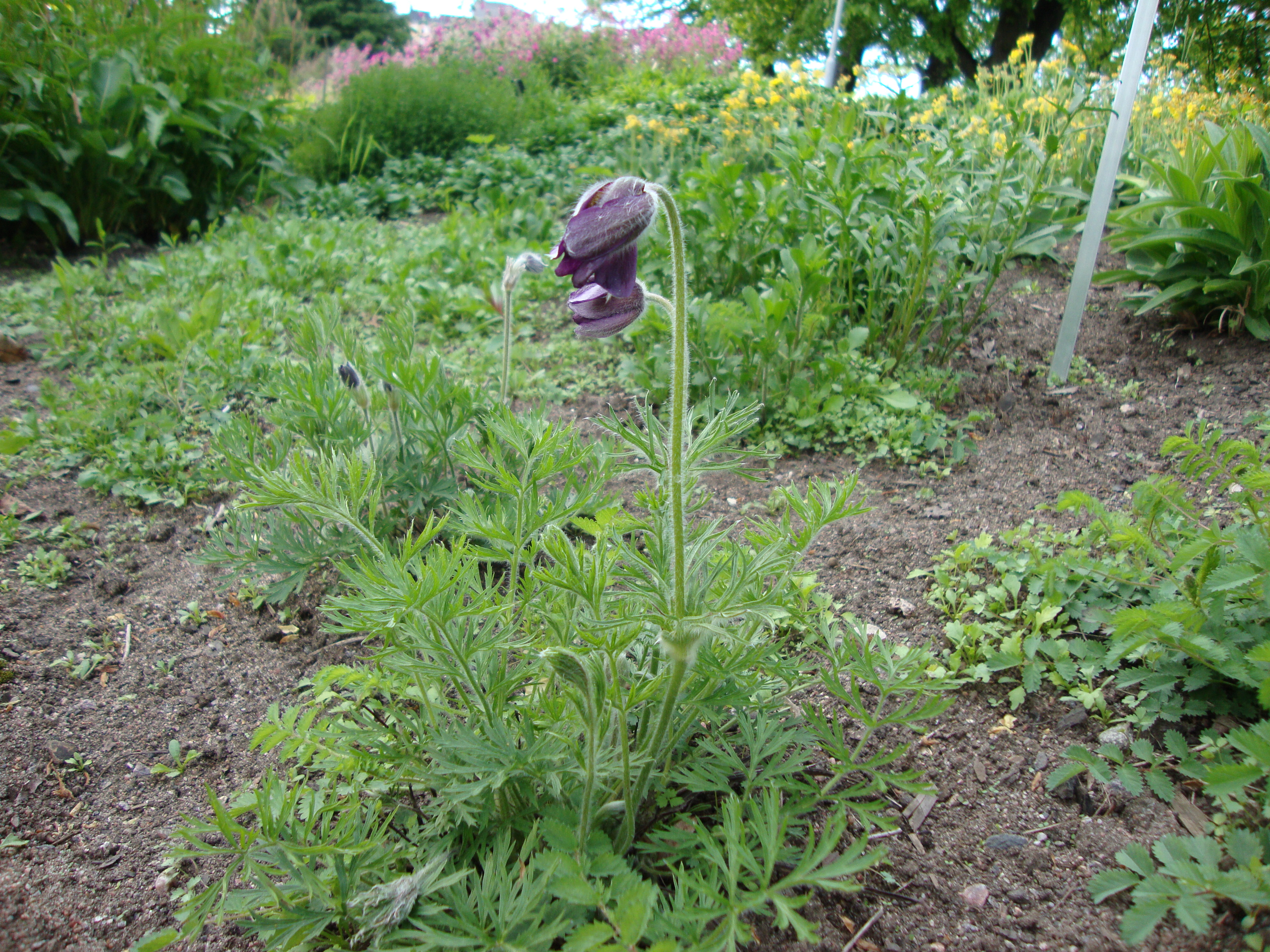